# Lac Pluto (rivière Saffray)
Pour les articles homonymes, voir Pluto.
Le lac Pluto est un plan d’eau douce du versant Sud de la rivière Eastmain, dans Eeyou Istchee Baie-James (municipalité), dans la région administrative du Nord-du-Québec, dans la province de Québec, au Canada.
Le bassin versant du lac Pluto est desservi par quelques routes forestières pour la foresterie et les activités récréotouristiques.

## Géographie
Les principaux bassins versants voisins du lac Pluto sont :
- côté nord : rivière Saffray, rivière Eastmain, lac Marescot ;
- côté est : lac Pollet, rivière Péribonka, rivière Péribonka Est, rivière Savane ;
- côté sud : rivière Témiscamie Est, lac Gaschet, rivière Péribonka, rivière Épervanche ;
- côté ouest : lac Maigneron, lac Kaanapiteyaapiskaa, rivière Tichégami, rivière Eastmain[1].

Situé au Nord-Est du lac Mistassini et de nature difforme, le lac Pluto comporte une superficie de 24,0 km2. Ce lac comporte une longueur de 14,4 km, une largeur maximale de 2,9 km et une altitude de 655 m.
Le lac Pluto comporte 16 îles, plusieurs baies et presqu’îles, surtout au Sud-Ouest. Les principales caractéristiques de ce lac sont (description selon le sens horaire en partant de l’embouchure) :
- une rive Sud-Est relativement uniforme, comportant la décharge (venant du Sud) de quelques lacs de montagne ;
- une baie étroite s’étirant sur 23,6 km vers le Sud-Ouest ;
- une baie s’étirant sur 2,3 km vers le Nord pour recueillir la décharge (venant du Nord) de quelques lacs ;
- une presqu’île s’étirant sur 2,3 km vers le Nord-Est, laquelle sépare la partie Sud-Ouest du lac en deux ;
- une baie s’étirant sur vers le Sud-Ouest, adossée à la presqu’île précédente ; 2,3 km ;
- une baie s’étirant sur 0,9 km vers le Nord-Ouest ;
- une rive Nord-Ouest comportant de hautes falaises sur presque toute sa longueur[1].

L’embouchure du lac Pluto est localisée au fond d’une baie au Nord-Est du lac, soit à :
- 16,7 km au Nord-Ouest du cours de la rivière Péribonka (confluence du lac Plétipi) ;
- 36,7 km à l’Ouest de la source de la rivière aux Outardes ;
- 23,3 km au Nord-Est de la source de la rivière Témiscamie ;
- 19,6 km au Sud-Est de l’embouchure de la rivière Saffray (confluence avec la rivière Eastmain) ;
- 216,2 km au Nord-Est de l’embouchure du lac Mistassini (confluence avec la rivière Rupert) ;
- 274,6 km au Nord-Est du centre-ville de Mistissini (municipalité de village cri) ;
- 342,2 km au Nord-Est du centre-ville de Chibougamau ;
- 498 km au Nord-Est de la confluence de la rivière Eastmain et de la baie James[1].

À partir de l’embouchure du lac Pluto, le courant emprunte le cours de la rivière Saffray laquelle coule sur km vers le Nord, puis vers le Nord-Ouest jusqu’à sa confluence avec la rivière Eastmain. De là, le courant emprunte le cours de la rivière Eastmain vers l’Ouest jusqu’à sa confluence avec la baie de Rupert. jusqu’à la Baie James.

## Toponymie
Le toponyme "lac Pluto" a été officialisé le 3 décembre 1969 par la Commission de toponymie du Québec.